# Erebia hopfingeri
Erebia hopfingeri är en fjärilsart som beskrevs av Ehrlich 1954. Erebia hopfingeri ingår i släktet Erebia och familjen praktfjärilar. Inga underarter finns listade i Catalogue of Life.